# Anastoechus bahirae
Anastoechus bahirae är en tvåvingeart som beskrevs av Becker 1915. Anastoechus bahirae ingår i släktet Anastoechus och familjen svävflugor. Inga underarter finns listade i Catalogue of Life.